# ميك ويتفيلد
ميك ويتفيلد (بالإنجليزية: Mick Whitfield)‏ هو لاعب كرة قدم بريطاني في مركز الوسط، ولد في 17 أكتوبر 1962 في سندرلاند في المملكة المتحدة. لعب مع نادي هارتلبول يونايتد.